# Cantó de Le Horps
El cantó de Le Horps és un cantó francès del departament del Mayenne, situat al districte de Mayenne. Té 8 municipis i el cap és Le Horps.

## Municipis
- Champéon
- La Chapelle-au-Riboul
- Charchigné
- Le Ham
- Hardanges
- Le Horps
- Montreuil-Poulay
- Le Ribay

## Història
| Data d'elecció                           | Identitat         | Partit                    | Qualitat |
| ---------------------------------------- | ----------------- | ------------------------- | -------- |
| 1945-1982                                | M. Thuault        | RI, després divers droite |          |
| 1982-2001                                | Georges Dessaigne | UDF-CDS                   |          |
| 2001-                                    | Gérard Dujarrier  | Divers droite             |          |
| les dades anteriors no són pas conegudes |                   |                           |          |
|                                          |                   |                           |          |

| A partir de 1990: Població sense dobles comptes |